# Snowpony
Snowpony es una banda de música rock, que es considerada un "supergrupo". Actualmente, la banda está formada por Katharine Gifford (voz y teclados, exintegrante de Stereolab y Moonshake), Debbie Googe (ex-bajista de My Bloody Valentine) y Kevin Bass (batería, desde 1998). Otros miembros anteriores fueron Max Corradi (ex-baterista de Quickspace y Rollerskate Skinny, quien dejó el grupo y 1998 y fue reemplazado por Bass) y Debbie Smith (guitarrista entre 1999 y 2005, exintegrante de Curve y Echobelly).
La banda ha editado tres álbumes de estudio y contó con la producción de John McEntire (miembro de Tortoise) en el primero de ellos, The Slow Motion World of Snowpony. La banda también editó algunos singles.

## Discografía

### LP
- The Slow Motion World of Snowpony (25 de agosto de 1998)
- Sea Shanties for Spaceships (11 de septiembre de 2001)
- A Fistful of Seahorses (13 de octubre de 2003)

### Singles yEP
- Easy Way Down (1996)
- John Brown (1998)
- Chocolate in the Sun